# Festival internazionale di poesia di Genova
Il Festival internazionale di poesia di Genova è una rassegna di poesia, letteratura e musica di carattere internazionale che si tiene annualmente a Genova nel mese di giugno.
La prima edizione, ideata da Claudio Pozzani, si è tenuta nel 1995. La sua durata è di dieci giorni ed è organizzato dal Circolo dei viaggiatori nel tempo con l'appoggio delle istituzioni locali e di alcuni sponsor privati.
Nell'anno 2004 il festival ha fatto parte delle manifestazioni organizzate per celebrare Genova capitale europea della cultura.

## Manifestazioni
Le manifestazioni previste sono gratuite per il pubblico e si svolgono in vari luoghi con centro nel cortile maggiore di Palazzo Ducale. Negli anni la presenza del pubblico è aumentata fino a raggiungere 20.000 spettatori (CONSAV) nell'anno.
Il festival prevede letture pubbliche, performance, presentazione di libri e concerti, a cui partecipano ogni anno più di quaranta poeti provenienti da varie nazioni.
Tra gli autori che hanno scelto questo appuntamento per presentare loro lavori, figurano Manuel Vázquez Montalbán, Stefano Benni, i premi Nobel Derek Walcott, Wole Soyinka, Czesław Miłosz, e poi Álvaro Mutis, Lawrence Ferlinghetti, Michel Houellebecq, Dimitris Lyacos.
Accanto ad autori di versi sono invitati anche artisti di altre discipline che hanno comunque un rapporto molto stretto con la poesia: Lou Reed che ha presentato il suo libro di poesie ispirate ad Edgar Allan Poe, Glenn Hughes, Paco Ibáñez, Roberto Vecchioni, Gianmaria Testa, Morgan, e Ray Manzarek, già tastierista dei Doors, che nel 2001 scelse il Festival di Genova come unica data europea per commemorare il trentesimo anniversario della morte di Jim Morrison.

## Attività collaterali
Tra le attività collaterali, il festival organizza incontri e convegni su iniziative legate alla cultura in genere, intitolati "la ricostruzione poetica dell'universo", tra le quali presentazioni di siti (wikipedia è stata presentata nel corso dell'edizione 2004 e nel corso di un incontro con il poeta Edoardo Sanguineti nel 2006), blog, altre rassegne e manifestazioni europee e tutto quanto riguarda una visione diversa del mondo. In quest'ottica vengono invitati a parlare enti e persone non strettamente legate alla poesia come Liber Liber, Richard Stallman, Creative Commons, Denis Santachiara.
Dal 2010 è presente la sezione cinematografica Poevisioni, che nel 2016 ha avuto come ospite Peter Greenaway.
Con la medesima formula, festival analoghi, ripresi da quello di Genova, si svolgono a Bruges, Parigi, Helsinki, Monaco di Baviera, Lilla, Tokyo.